# یکاترینا ردنیکوا
یکاترینا ردنیکوا (روسی: Екатерина Валерьевна Редникова؛ زادهٔ ۱۷ مهٔ ۱۹۷۳) یک هنرپیشه اهل روسیه است.
از فیلم‌ها یا برنامه‌های تلویزیونی که وی در آن نقش داشته است می‌توان به دزد اشاره کرد.
وی همچنین برندهٔ جوایزی همچون جایزه نیکا شده است.